# Fissidens canariensis
Fissidens canariensis là một loài Rêu trong họ Fissidentaceae. Loài này được (Brid.) Lindb. mô tả khoa học đầu tiên năm 1883.